# Alaunherstellung auf Öland

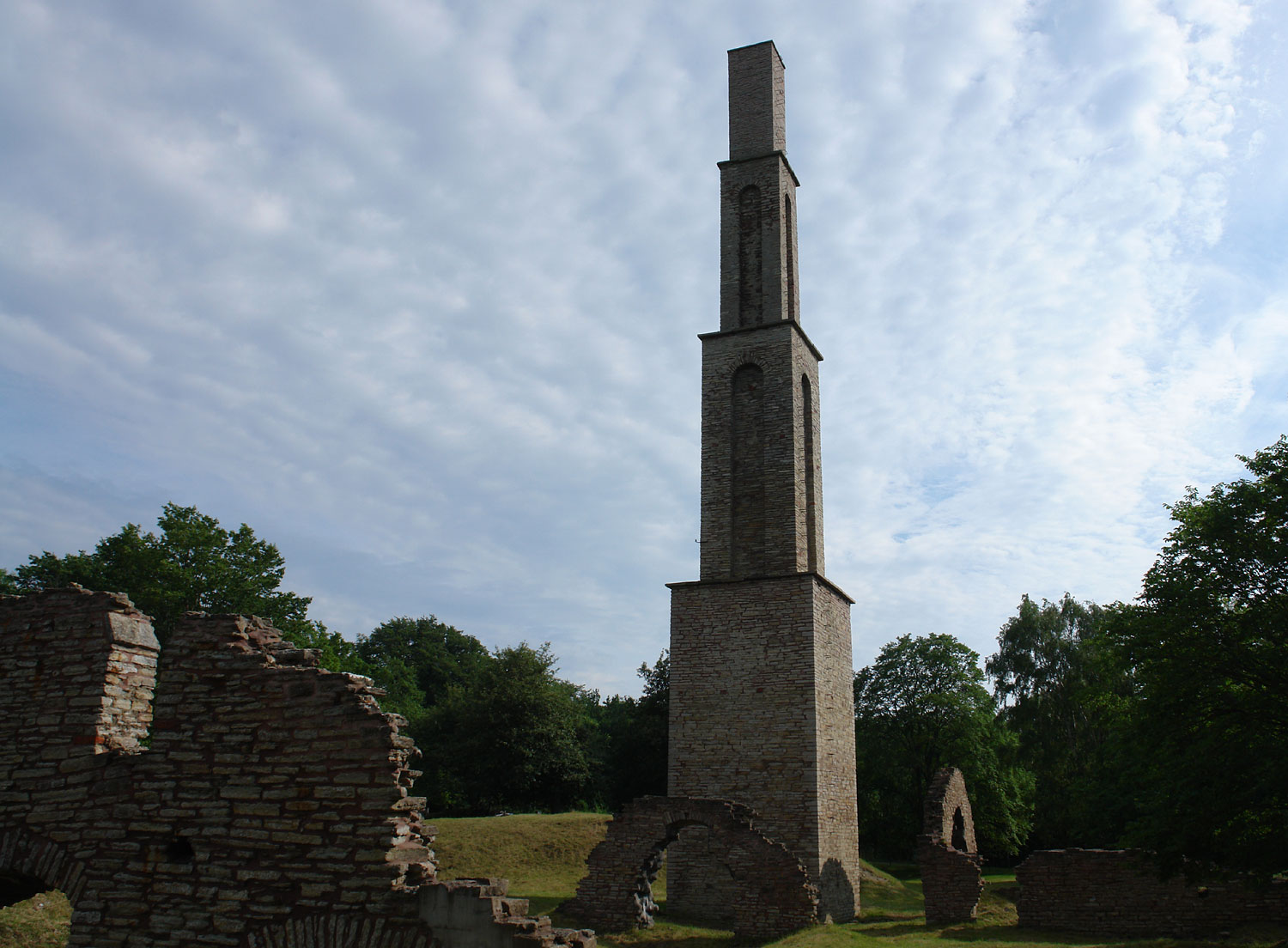
Reste des 1804/06 erbauten Werks

Die Alaunherstellung auf der schwedischen Insel Öland begann im Jahre 1723. Das Alaunschiefervorkommen liegt südlich von Degerhamn am Kalmarsund. Die Alaunherstellung spielte für die Wirtschaft der Insel während des 18. und 19. Jahrhunderts eine große Rolle. Alaunsalz war als Beizmittel in der Färberei, der Gerberei und der Medizin wichtig.
Das älteste Alaunwerk Ölands wurde bereits 1725 nach Hagby in Småland verlegt. Die Alaunschiefer gewann man weiterhin im Steinbruch von Degerhamn. Im Jahre 1806 wurde zwischen der Landwehr und der Werkstraße ein neuer Betrieb gegründet, der schnell zum größten in Skandinavien aufstieg. Den Schiefer transportierte man mit Pferd und Wagen zum Feuerhügel auf der Landwehr. Geheizt wurde mit Ölschiefer und Steinkohle. Die alaunhaltige Asche sammelte man und kochte sie im Kesselhaus. In Kristallisationsbehältern bildete sich schließlich hochwertiger Alaun, der getrocknet, verpackt und über Degerhamn verschifft wurde. Die erfolgreichsten Jahre erlebte der Betrieb um 1820 mit Jahresproduktionen von 2.000 bis 2.700 Fässern. In der Mitte des 19. Jahrhunderts wurde das Naturprodukt durch die Gewinnung aus chemischer Herstellung ersetzt, so dass das Werk im Jahre 1886 stillgelegt wurde.
Von den zum Betrieb gehörenden Gebäuden sind erhalten:
- die große Windmühle, die über ein Pumpwerk das Wasser zum Betrieb leitete
- die zum Kesselhaus gehörenden, von weitem sichtbaren Schornsteine, um die herum die Ruinen des Laugenhauses, des Kesselhauses sowie des Wannenhauses liegen
- einige Lagerhäuser
- die Werkstraße „Bruksgatan“ mit den Arbeiterhäusern, die um 1807 fertiggestellt wurden und pro Haus 30 Familien Platz boten.

## Erläuterung
1. ↑  Alaun- oder Vitriolschiefer ist ein mit Pyrit (Schwefeleisen (FeS2)) und Kohle durchsetzter Tonschiefer. Wegen seiner Färbung wird er bei den Schwarzschiefern eingeordnet.